# Наумович Артем Анатолійович
Артем Анатолійович Наумович (1987—2022) — майстер-сержант Збройних Сил України, учасник російсько-української війни, який загинув під час російського вторгнення в Україну.

## Життєпис
Народився 18 вересня 1987 року в м. Єнакієве Донецької області, там здобув освіту. Пройшов службу в прикордонних військах. Брав участь в АТО на сході України.
З початком повномасштабного російської вторгнення у 2022 році Артем Наумович з дружиною оселився на батьківщині своєї родини — у с. Скибин на Черкащині та одразу ж став на захист країни.
Військову службу проходив на посаді стрільця-помічника гранатометника 6 механізованої роти 2 механізованого батальйону 72-ї окремої механізованої бригади імені Чорних Запорожців. Загинув 16 вересня 2022 року від завданих поранень внаслідок вчиненого противником артилерійського обстрілу позицій підрозділу поблизу с. Водяного Мар'їнського району Донецької області.
Полеглого Героя з почестями провели в останню путь у с. Скибин на Черкащині. Залишилися дружина, батьки та брат.

## Нагороди
- орден «За мужність» III ступеня (7.11.2022) (посмертно) — за особисту мужність і самовіддані дії, виявлені у захисті державного суверенітету та територіальної цілісності України, вірність військовій присязі[3].